# Список кавалерів Медалі Пошани після В'єтнамської війни
Список кавалерів Медалі Пошани після В'єтнамської війни (англ. List of post-Vietnam Medal of Honor recipients) — список американських військовослужбовців, визначених найвищою військовою нагородою США, що присвоюється федеральним урядом Сполучених Штатів Америки за проявлену особисту мужність під час ведення бойових дій, у період з 1975 по 2016 роки.
З квітня 1975 року та закінченням американської військової присутності у В'єтнамі й її участі в Індокитайських війнах, американські військові брали участь у низці війн та збройних конфліктах, зокрема у вторгненні в Гренаду, Панаму, громадянських війнах у Лівані та Сомалі, Югославських війнах, війні у Перській затоці та інших озброєних зіткненнях по всьому світові. Особливу напруженість придбали події після терористичних атак 11 вересня та оголошеної Сполученими Штатами війні з глобальним тероризмом. Американські солдати билися проти ісламістів в Афганістані та Іраку.
За станом на жовтня 2023 року, після виведення американських військ з В'єтнаму, 30 військовиків Збройних сил США стали кавалерами вищої нагороди — Медалі Пошани. 17 серед них удостоєні цієї нагороди за життя.
Першими серед усіх відзначених стали два снайпери спецзагону «Дельта», хто, діючи у складі снайперської групи оперативної групи рейнджерів командування сил спеціальних операцій армії США в Могадішо, Сомалі, під час бойового зіткнення з противником продемонстрував неймовірну мужність та самопожертву, що перевищували звичайний службовий обов'язок.

## Список кавалерів за конфліктом

### Сомалі
Першими кавалерами нагороди стали учасники битви в Могадішо, що сталася під час операції «Готичний змій».
      пурпурово-синім кольором та знаком «†» позначаються кавалери, чиє нагородження сталося посмертно
| # | Військове звання      | Фото | Ім'я (роки життя)         | Вид збройних сил | Формування | Дата подвигу  | Місце подвигу   | Прим. |
| - | --------------------- | ---- | ------------------------- | ---------------- | ---------- | ------------- | --------------- | --- |
| 1 | майстер-сержант       |      | Гері Гордон (1960–1993)†  | Армія США        | Дельта     | 3 жовтня 1993 | Могадішо Сомалі | Добровільно викликалися прикривати місце падіння вертольоту UH-60 «Блек Хок» до підходу основних сил; загинули у стрілянині з переважаючими силами противника |
| 2 | сержант першого класу |      | Ренді Шугарт (1958–1993)† | Армія США        | Дельта     | 3 жовтня 1993 | Могадішо Сомалі | Добровільно викликалися прикривати місце падіння вертольоту UH-60 «Блек Хок» до підходу основних сил; загинули у стрілянині з переважаючими силами противника |

### Афганістан
| #  | Військове звання         | Фото | Ім'я (роки життя)                 | Вид збройних сил           | Формування                                                                                            | Дата подвигу      | Місце подвигу                                | Прим. |
| -- | ------------------------ | ---- | --------------------------------- | -------------------------- | --- | ----------------- | -------------------------------------------- | --- |
| 1  | старший чиф-петті офіцер |      | Едвард Карл Баєрс (1979–по т.ч.)  | ВМС США                    | DEVGRU                                                                                                | 8 грудня 2012     | Лагман Афганістан                            | за мужність під час проведення спеціальної операції з визволення американських громадян, котрих утримували у заручниках |
| 2  | сержант                  |      | Кайл Вайт (1987–по т.ч.)          | Армія США                  | 2-й парашутний батальйон, 503-го парашутного полку, 173-ї повітряно-десантної бригади                 | 9 листопада 2007  | Нуристан Афганістан                          | за незвичайну мужність у бою, коли під щільним вогнем противника рятував своїх товаришів та здійснював радіообмін, допомагаючи навести допомогу рятувальної групи |
| 3  | майстер-сержант          |      | Метью Вільямс (1981–по т.ч.)      | Армія США                  | 3-й батальйон, 3-ї групи ССО                                                                          | 6 квітня 2006     | Нуристан Афганістан                          | за мужність та героїзм у битві в долині Шок |
| 4  | капітан                  |      | Флоран Гробер (1983–по т.ч.)      | Армія США                  | 12-й піхотний полк, 4-ї піхотної дивізії                                                              | 8 серпня 2012     | Асадабад, Кунар Афганістан                   | з великим ризиком для власного життя здійснив героїчний вчинок, схопивши терориста-суїцидника та відштовхнувши його до вибуху СВП, мінімізувавши значні людські втрати |
| 5  | штаб-сержант             |      | Сальваторе Джюнте (1985–по т.ч.)  | Армія США                  | 2-й парашутний батальйон, 503-го парашутного полку, 173-ї повітряно-десантної бригади                 | 25 жовтня 2007    | долина Коренгал, Кунар Афганістан            | за рятування з поля бою під вогнем противника бойового товариша; перший після В'єтнаму живий кавалер нагороди |
| 6  | капрал                   |      | Кайл Карпентер (1989–по т.ч.)     | Корпус морської піхоти США | 2-й батальйон, 6-го полку морської піхоти, 1-ї дивізії морської піхоти                                | 21 листопада 2010 | Марджа, Гільменд Афганістан                  | за героїчний вчинок, пов'язаний з великим ризиком для власного життя; намагаючись врятувати товаришів, під час бою кинувся на ворожу ручну гранату своїм тілом |
| 7  | штаб-сержант             |      | Тай Картер (1980–по т.ч.)         | Армія США                  | 3-й ескадрон, 51-го кавалерійського полку, 4-ї бригадної бойової групи, 4-ї піхотної дивізії          | 3 жовтня 2009     | Камдеш, Нуристан Афганістан                  | за безстрашшя та мужність під вогнем противника з великим ризиком для власного життя під час битви за Камдеш; надання першої допомоги та організацію евакуації поранених з поля бою |
| 8  | сержант                  |      | Дакота Маєр (1988–по т.ч.)        | Корпус морської піхоти США | Тренувальна команда 2-8, 3-й батальйон, 3-го полку морської піхоти, 3-ї дивізії морської піхоти       | 8 вересня 2009    | с. Ганджгаль, Кунар Афганістан               | попри наказу вищого командування відмовився відступити з поля бою та врятував 23 союзників-афганців і 13 американських вояків у битві за Ганджгаль |
| 9  | лейтенант                |      | Майкл Патрік Мерфі (1976–2005)†   | ВМС США                    | SEAL (3-тя група сил спеціальних операцій ВМС США)                                                    | 28 червня 2005    | поблизу Асадабад, Кунар Афганістан           | командир розвідувальної групи «морських котиків» у бою з Талібаном викликав вогонь на себе, намагаючись зв'язатися про допомогу |
| 10 | штаб-сержант             |      | Роберт Джеймс Міллер (1983–2008)† | Армія США                  | 3-й батальйон, 3-ї групи ССО                                                                          | 25 січня 2008     | Нарі, Кунар Афганістан                       | Отримав щонайменше 10 поранень, зокрема смертельне, відволікаючи в запеклому бою увагу бойовиків Талібану від своїх товаришів, яким вдалося відступити без втрат |
| 11 | сержант першого класу    |      | Джейрд Монті (1975–2006)†         | Армія США                  | 3-й ескадрон, 71-го кавалерійського полку, 3-ї бойової бригадної групи 10-ї гірсько-піхотної дивізії) | 21 червня 2006    | Говардеш, Нурістан Афганістан                | в бою з моджахедами, будучи пораненим, спробував врятувати одного з його бойових товаришів; у результаті отриманого поранення сержант загинув у бою |
| 12 | майстер-сержант          |      | Леруа Петрі (1979–по т.ч.)        | Армія США                  | 2-й батальйон, 75-й полк рейнджерів                                                                   | 26 травня 2006    | Пактія Афганістан                            | поранений в обидві ноги врятував товариша-рейнджера, перехопивши та відкинувши бойову гранату (у наслідок вибуху втратив руку) |
| 13 | штаб-сержант             |      | Раян Піттс (1985–по т.ч.)         | Армія США                  | 2-й парашутний батальйон, 503-го парашутного полку, 173-ї повітряно-десантної бригади                 | 13 липня 2008     | Кунар Афганістан                             | за героїзм проявлений у битві біля Ваната, будучи передовим спостерігачем |
| 14 | сержант першого класу    |      | Ерл Пламлі (1980–по т.ч.)         | Армія США                  | оперативна група «Альфа» 1434, 4-й батальйон, 1-ша група ССО                                          | 28 серпня 2013    | База передового розгортання Газні Афганістан | неодноразово вступав у рукопашний бій з ворогом, отримавши поранення внаслідок вибуху поясу смертника та ризикуючи власним життям, вивів іншого солдата в безпечне місце, де надав першу медичну допомогу, при цьому постійно перебуваючи на лінії вогню, щоб не допустити прориву противника за периметр опорного пункту |
| 15 | штаб-сержант             |      | Клінтон Ромешей (1980–по т.ч.)    | Армія США                  | 3-й ескадрон, 61-го кавалерійського полку, 4-ї бригадної бойової групи, 4-ї піхотної дивізії          | 3 жовтня 2009     | Камдеш, Нуристан Афганістан                  | за відвагу та мужність, продемонстровані у битві за Камдеш; врятування поранених та вміле керівництво боєм |
| 16 | майор                    |      | Вільям Свенсон (1978–по т.ч.)     | Армія США                  | 1-й батальйон, 32-й піхотний полк, 3-ї бойової бригадної групи 10-ї гірсько-піхотної дивізії)         | 8 вересня 2009    | с. Ганджгаль, Кунар Афганістан               | вміло керував боєм проти бойовиків Талібану, врятував пораненого воїна та забезпечив ексфільтрацію постраждалих та прикриття своїх військ у битві за Ганджгаль |
| 17 | старший чиф-петті офіцер |      | Брит Слабінські (1969–по т.ч.)    | ВМС США                    | DEVGRU                                                                                                | 4 березня 2002    | Пактія Афганістан                            | за мужність та високі лідерські якості, продемонстровані під час зіткнення біля Такур-Гар з бойовиками Аль-Каїди |
| 18 | сержант першого класу    |      | Крістофер Челіз (1986—2018)       | Армія США                  | рота «D», 1-й батальйон, 75-й полк рейнджерів                                                         | 12 липня 2018     | Пактія Афганістан                            | під інтенсивним кулеметним та стрілецьким вогнем противника з великим ризиком для власного життя прикривав дії американським та партнерським силам спеціальних операцій, маневрувати в безпечне місце та забезпечити надання медичної допомоги важкопораненому                                                            |
| 19 | технік-сержант           |      | Джон Чепмен (1965–2002)†          | Повітряні сили США         | Бойовий контролер, 24-ї ескадрильї спеціальної тактики                                                | 4 березня 2002    | Пактія Афганістан                            | під час зіткнення біля Такур-Гар вів вогневий бій проти двох ворожих бункерів з бойовиками Аль-Каїди, прикриваючи товаришів та давши змогу рятувальній команді рухатися для знищення групи противника. Пізніше був убитий, забезпечуючи прикриття вогнем для групи швидкого реагування, що прибула                        |
| 20 | штаб-сержант             |      | Рональд Шурер (1978–по т.ч.)      | Армія США                  | 3-й батальйон, 3-ї групи ССО                                                                          | 6 квітня 2006     | Нуристан Афганістан                          | за мужні дії, як польового медика, продемонстровані у битві у долині Шок; врятування поранених |

### Ірак
| # | Військове звання      | Фото | Ім'я (роки життя)             | Вид збройних сил           | Формування                                                                          | Дата подвигу      | Місце подвигу                             | Прим. |
| - | --------------------- | ---- | ----------------------------- | -------------------------- | ----------------------------------------------------------------------------------- | ----------------- | ----------------------------------------- | --- |
| 1 | штаб-сержант          |      | Тревіс Аткінс (1975–2007)†    | Армія США                  | рота «D», 2-й піхотний батальйон, 14-й піхотний полк, 10-ї гірсько-піхотної дивізії | 1 червня 2007     | Юсуфія Ірак                               | вів рукопашний бій зі смертником-бойовиком, прикривав своїх товаришів від вибуху СВП |
| 2 | штаб-сержант          |      | Давид Беллавіа (1975–по т.ч.) | Армія США                  | 2-й піхотний батальйон, 2-й піхотний полк, 1-ї піхотної дивізії                     | 10 листопада 2004 | Фаллуджа Ірак                             | самостійно зачистив три будинки від повстанців, навіть вдаючись до рукопашного бою, щоб виконати своє завдання |
| 3 | капрал                |      | Джейсон Данам (1981–2004)†    | Корпус морської піхоти США | 3-й батальйон, 7-го полку морської піхоти, 1-ї дивізії морської піхоти              | 14 квітня 2004    | поблизу сирійського кордону Ірак          | за сміливість у рукопашному бою з противником; накрив своїм тілом гранату |
| 4 | сержант першого класу |      | Елвін Кеш (1970–2005)†        | Армія США                  | 1-й піхотний батальйон, 15-й піхотний полк, 3-ї піхотної дивізії                    | 17 жовтня 2005    | Салах-ед-Дін Ірак                         | врятував життя шістьом своїм бойовим товаришам після того, як їх бойова машина «Бредлі» підірвалася на саморобному вибуховому пристрої, попри тому, що сам отримав опіки другого та третього ступенів на 72 % тіла |
| 5 | спеціаліст            |      | Рос Макгінніс (1987–2006)†    | Армія США                  | рота «C», 1-й батальйон, 26-го піхотного полку, 1-ї піхотної дивізії                | 4 грудня 2006     | Адгамія, Багдад Ірак                      | за самопожертву; під час нападу бойовиків на колону накрив ворожу ручну гранату своїм тілом, яку закинули в HMMWV                                                                                                  |
| 6 | петті-офіцер II класу |      | Майкл Мансур (1981–2006)†     | ВМС США                    | SEAL (взвод «Дельта», 3-тя група сил спеціальних операцій ВМС США)                  | 29 вересня 2006   | Ер-Рамаді, Анбар Ірак                     | накрив гранату своїм тілом, таким чином врятувавши життя решти американських та іракських солдат |
| 7 | сержант першого класу |      | Пол Рей Сміт (1969–2003)†     | Армія США                  | рота «B», 11-й інженерний батальйон, 3-ї піхотної дивізії                           | 4 квітня 2003     | Міжнародний аеропорт Багдада, Багдад Ірак | вів бій з протистоячими силами противника; будучи пораненим прикривав своїх товаришів до кінця |

### Операція «Непохитна рішучість»
| # | Військове звання      | Фото | Ім'я (роки життя)                | Вид збройних сил | Формування             | Дата подвигу   | Місце подвигу | Прим. |
| - | --------------------- | ---- | -------------------------------- | ---------------- | ---------------------- | -------------- | ------------- | --- |
| 1 | сержант першого класу |      | Томас Патрик Пейн (1984–по т.ч.) | Армія США        | 1-й загін ССО «Дельта» | 22 жовтня 2015 | Хавіджа, Ірак | при проведенні спеціальної операції у взаємодії з Пешмергою врятував 70 іракських полонених; тричі вривався у будинок, що їх утримували, під щільним кулеметним вогнем противника |